# The Atheist Agenda

The Atheist Agenda (qui pourrait se traduire en français par « Le programme athée ») est une organisation fondée en 2005 par un groupe d'étudiants et d'enseignants athées et agnostiques de l'université du Texas à San Antonio. 

## Idéologie
Le groupe appuie ses réflexions sur la philosophie ainsi que sur la libre pensée, tout en encourageant des positions virulentes à l'encontre de la théologie et de ses institutions. Il incite les non-croyants à être fiers de leur histoire et de leur communauté, en participant à ces dernières de la même manière et avec la même intensité que les structures religieuses. 

## Membres
Depuis sa création, l'organisation est passée d'un simple regroupement d'étudiants à un groupe de plusieurs centaines d'individus, avec des membres de l'université du Texas à Austin et de l'université de Houston en plus de ceux de l'université du Texas à San Antonio, fief originel de l'organisation.

## Activités
L'organisation organise régulièrement des réunions ouvertes à tous ceux qui désirent s'informer, connues pour leurs importantes manifestations publiques, la plus notable étant la campagne "Smut for Smut" (« saleté contre saleté ») où l'on pouvait échanger des bibles contre des cassettes pornographiques, les deux étant jugés également nuisibles, notamment dans les régions de San Antonio et d'Austin, dans le but de faire connaître leurs points de vue.